# Pilkem
Pilkem is een gehucht in Boezinge, een deelgemeente van de Belgische stad Ieper. Het ligt ten oosten van het centrum van Boezinge en ten noorden van Ieper, langs de Langemarkseweg nabij het kruispunt met de Pilkemseweg.
Bij Pilkem is in de Eerste Wereldoorlog zwaar gevochten, vooral bij de Slag om Pilkem Ridge op 31 juli 1917, bij het begin van de Derde Slag om Ieper. Bij Pilckem Ridge zijn duizenden Britse militairen om het leven gekomen. De locatie van het historisch slagveld speelde begin 21ste eeuw mee om de snelweg A19 niet door te trekken, aangezien het tracé door deze site zou lopen.